# Røggasrensning
Røggasrensning er rensning af miljøskadelige stoffer fra kraftværker. 
Dette gøres bl.a. ved hjælp af kalk. 
De kemiske reaktioner, der foregår i vasketårnet, er:
SO2 + CaCO3 + ½O2 + 2H2O → CaSO4·2H2O + CO2.